# Inductieve koppeling
Inductieve koppeling of magnetische koppeling is het overdragen van energie via elektromagnetische inductie, zoals bij draadloos opladen. Inductie wordt door de inductiewet van Faraday beschreven. Enerzijds is er de energiebron die elektrische stroom door een spoel stuurt, anderzijds is er het verbruikstoestel dat via een tweede spoel van energie wordt voorzien. De wisselstroom in de eerste spoel veroorzaakt een verandering  in de magnetische flux, die op zijn beurt een stroom opwekt in de tweede spoel, net zoals bij een transformator.

## Toepassingen
- Een cochleair implantaat werkt met een uitwendige spoel achter het oor, die door middel van een inductieve koppeling door de huid en ander weefsel heen met het inwendige implantaat verbinding maakt.
- Bij een inductiekookplaat is de secundaire spoel het metaal van de bodem van de pan, waarin de opgewekte stroom meteen in warmte wordt omgezet.
- Qi is een open standaard voor het draadloos opladen van onder andere smartphones.